# Matar Sène
Matar Sène (ur. 16 września 1970) – senegalski zapaśnik walczący w stylu wolnym. Olimpijczyk z Aten 2004, gdzie zajął siedemnaste miejsce w kategorii 84 kg.
Zajął 23. miejsce na mistrzostwach świata w 2002. Srebrny medalista igrzysk afrykańskich w 2003. Zdobył cztery medale na mistrzostwach Afryki w latach 1996 – 2005 roku.